# Hamna-myeon
Hamna-myeon (koreanska: 함라면) är en socken i kommunen Iksan i provinsen Norra Jeolla i den centrala delen av Sydkorea, 170 km söder om huvudstaden Seoul.